# IC 1250
IC 1250 је спирална галаксија у сазвјежђу Змај која се налази на листи објеката дубоког неба у Индекс каталогу.
Деклинација објекта је + 57° 25' 2" а ректасцензија 17h 14m 29,0s. Привидна величина (магнитуда) објекта IC 1250 износи 15,2 а фотографска магнитуда 16,0. IC 1250 је још познат и под ознакама NPM1G +57.0226, PGC 2565010.